# Siruma
Siruma is een gemeente in de Filipijnse provincie Camarines Sur op het eiland Luzon. Bij de laatste census in 2007 had de gemeente ruim 17 duizend inwoners.

## Geografie

### Bestuurlijke indeling
Siruma is onderverdeeld in de volgende 22 barangays:
| - Bagong Sirang - Bahao - Boboan - Butawanan - Cabugao - Fundado - Homestead - La Purisima - Mabuhay - Malaconini - Matandang Siruma | - Nalayahan - Pamintan-Bantilan - Pinitan - Poblacion - Salvacion - San Andres - San Ramon - Sulpa - Tandoc - Tongo-Bantigue - Vito |

## Demografie
Siruma had bij de census van 2007 een inwoneraantal van 17.035 mensen. Dit zijn 696 mensen (4,3%) meer dan bij de vorige census van 2000. De gemiddelde jaarlijkse groei komt daarmee uit op 0,58%, hetgeen lager is dan het landelijk jaarlijks gemiddelde over deze periode (2,04%). Vergeleken met de census van 1995 is het aantal mensen met 3.165 (22,8%) toegenomen.

De bevolkingsdichtheid van Siruma was ten tijde van de laatste census, met 17.035 inwoners op 141,27 km², 120,6 mensen per km².